# Puchar Świata w Rugby 7 (2001) – kwalifikacje w Oceanii
Kwalifikacje w Oceanii do Pucharu Świata 2001 w Rugby 7 miały na celu wyłonienie męskich reprezentacji narodowych w rugby 7, które wystąpiły w finałach tych zawodów. Odbyły się na Tereora National Stadium na Wyspach Cooka w dniach 21–22 września 2000 roku.

## Informacje ogólne
Stawką zawodów było jedno miejsce w turnieju finałowym Pucharu Świata. Sześć reprezentacji rywalizowało w pierwszej fazie systemem kołowym w ramach jednej grupy, po czym odbyła się faza pucharowa – dwa czołowe zespoły zmierzyły się o triumf w turnieju i awans do Pucharu Świata, pozostałe drużyny zagrały zaś o poszczególne miejsca.
W turnieju triumfowała reprezentacja gospodarzy, która pokonała w finale Tonga, pomimo wysokiej porażki zaledwie dwie godziny wcześniej.

## Faza grupowa
| 21 września 2000 | Niue | 14:12 | Vanuatu | Tereora National Stadium, Avarua |
| 21 września 2000 |      | 14:12 |         | Tereora National Stadium, Avarua |

| 21 września 2000 | Papua-Nowa Gwinea | 40:0 | Polinezja Francuska | Tereora National Stadium, Avarua |
| 21 września 2000 |                   | 40:0 |                     | Tereora National Stadium, Avarua |

| 21 września 2000 | Tonga | 21:0 | Niue | Tereora National Stadium, Avarua |
| 21 września 2000 |       | 21:0 |      | Tereora National Stadium, Avarua |

| 21 września 2000 | Wyspy Cooka | 47:5 | Polinezja Francuska | Tereora National Stadium, Avarua |
| 21 września 2000 |             | 47:5 |                     | Tereora National Stadium, Avarua |

| 21 września 2000 | Tonga | 32:5 | Vanuatu | Tereora National Stadium, Avarua |
| 21 września 2000 |       | 32:5 |         | Tereora National Stadium, Avarua |

| 21 września 2000 | Papua-Nowa Gwinea | 0:29 | Wyspy Cooka | Tereora National Stadium, Avarua |
| 21 września 2000 |                   | 0:29 |             | Tereora National Stadium, Avarua |

| 21 września 2000 | Polinezja Francuska | 7:33 | Niue | Tereora National Stadium, Avarua |
| 21 września 2000 |                     | 7:33 |      | Tereora National Stadium, Avarua |

| 21 września 2000 | Tonga | 12:12 | Papua-Nowa Gwinea | Tereora National Stadium, Avarua |
| 21 września 2000 |       | 12:12 |                   | Tereora National Stadium, Avarua |

| 21 września 2000 | Wyspy Cooka | 34:7 | Vanuatu | Tereora National Stadium, Avarua |
| 21 września 2000 |             | 34:7 |         | Tereora National Stadium, Avarua |

| 22 września 2000 | Tonga | 45:5 | Polinezja Francuska | Tereora National Stadium, Avarua |
| 22 września 2000 |       | 45:5 |                     | Tereora National Stadium, Avarua |

| 22 września 2000 | Papua-Nowa Gwinea | 21:19 | Niue | Tereora National Stadium, Avarua |
| 22 września 2000 |                   | 21:19 |      | Tereora National Stadium, Avarua |

| 22 września 2000 | Polinezja Francuska | 0:29 | Vanuatu | Tereora National Stadium, Avarua |
| 22 września 2000 |                     | 0:29 |         | Tereora National Stadium, Avarua |

| 22 września 2000 | Niue | 7:21 | Wyspy Cooka | Tereora National Stadium, Avarua |
| 22 września 2000 |      | 7:21 |             | Tereora National Stadium, Avarua |

| 22 września 2000 | Papua-Nowa Gwinea | 19:10 | Vanuatu | Tereora National Stadium, Avarua |
| 22 września 2000 |                   | 19:10 |         | Tereora National Stadium, Avarua |

| 22 września 2000 | Tonga | 24:0 | Wyspy Cooka | Tereora National Stadium, Avarua |
| 22 września 2000 |       | 24:0 |             | Tereora National Stadium, Avarua |

## Faza pucharowa

### Mecz o 5. miejsce
| 22 września 2000 | Vanuatu | 31:0 | Polinezja Francuska | Tereora National Stadium, Avarua |
| 22 września 2000 |         | 31:0 |                     | Tereora National Stadium, Avarua |

### Mecz o 3. miejsce
| 22 września 2000 | Papua-Nowa Gwinea | 37:7 | Niue | Tereora National Stadium, Avarua |
| 22 września 2000 |                   | 37:7 |      | Tereora National Stadium, Avarua |

### Mecz o 1. miejsce
| 22 września 2000 | Wyspy Cooka | 24:21 | Tonga | Tereora National Stadium, Avarua |
| 22 września 2000 |             | 24:21 |       | Tereora National Stadium, Avarua |